# Andrew Onwubolu

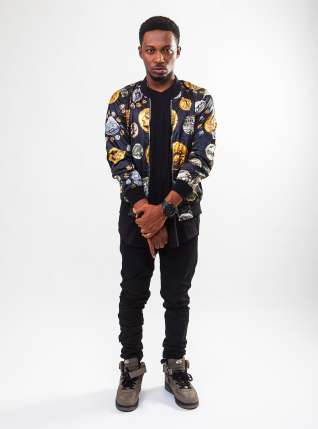
Andrew Onwubolu, besser bekannt als Rapman

Andrew Onwubolu (* im 20. Jahrhundert), besser bekannt als Rapman, ist ein britischer Rapper, Musikproduzent, Drehbuchautor und Filmschauspieler und -regisseur. 

## Leben
Andrew Onwubolu wuchs in Deptford in South London auf und besuchte ab dem elften Lebensjahr die Sacred Heart Catholic School in Camberwell. Sein Durchbruch gelang ihm 2018 mit der YouTube-Serie Shiro's Story, die mit insgesamt über 21 Millionen Zugriffen viral ging. Nach diesem Erfolg wurde Onwubolu vom Multimedialabel Roc Nation des US-Stars Jay-Z unter Vertrag genommen.
Der Film Blue Story, der im November 2019 in die Kinos im Vereinigten Königreich kam, stellte nach einigen Kurzfilmen Onwubolus Langfilmdebüt als Regisseur dar und zeigt dessen persönliche Erfahrungen seiner Kindheit. Nach dem Start des Films kam es rund um entsprechende Vorstellungen zu mehreren Auseinandersetzungen. Onwubolu erklärte daraufhin auf Instagram, es sei sehr bedauerlich, dass eine kleine Gruppe von Menschen eine Sache für jeden ruinieren könnte. Er erinnerte auch an die Kontroverse um Joker wenige Wochen zuvor, der sich ebenfalls der Kritik ausgesetzt sah, zu Gewalt anzustacheln. Vor allem stellte der Regisseur klar: „In Blue Story geht es um Liebe, nicht um Gewalt.“
Nach Blue Story begann Onwubolu seine Arbeit an dem Kriminalfilm American Son, eine Neuverfilmung des französischen Films Ein Prophet. Für den Streamingdienst Netflix entwickelte er die im Juni 2024 veröffentlichte Superhelden-Serie Supacell, bei der er in einigen Episoden auch Regie führte.

## Auszeichnungen
National Film Awards, UK 2020
- Nominierung als Bester Independentfilm (Blue Story)
- Nominierung als Bester britischer Film (Blue Story)
- Nominierung für die Beste Action (Blue Story)
- Nominierung für das Beste Drehbuch (Blue Story)
- Nominierung für die Beste Regie (Blue Story)
- Nominierung als Bester Newcomer (Blue Story)